# Bulgarian Open Challenger 2008
Il Bulgarian Open Challenger 2008 è stato un torneo di tennis facente parte della categoria ATP Challenger Series nell'ambito dell'ATP Challenger Series 2008. Il torneo si è giocato a Sofia in Bulgaria dal 9 al 15 giugno 2008 su campi in terra rossa e aveva un montepremi di €42 500.

## Vincitori

### Singolare
Adrian Ungur ha battuto in finale  Franco Ferreiro con il punteggio di 6–3 6–0

### Doppio
Franco Ferreiro /  Mariano Puerta hanno battuto in finale  Lazar Magdincev /  Predrag Rusevski con il punteggio di 6–3 1–6 [10-3]